# 언더시즈 2
《언더시즈 2》(영어: Under Siege 2: Dark Territory)는 1995년에 개봉한 미국의 액션 스릴러 영화이다. 1992년 영화 《언더시즈》의 속편이다.

## 줄거리
해군을 퇴역한 케이시 라이백은 현재 콜로라도주 덴버에서 식당을 운영 중이다. 사이가 멀어졌던 형제 제임스가 비행기 추락 사고로 사망했다는 소식을 접한 케이시는 로스앤젤레스에서 열리는 장례식에 참석하기 위해 조카 세라를 데리고 기차에 오른다.
기차가 로키산맥에 당도하자 컴퓨터 천재 트래비스 데인과 부관 마커스 펜이 이끄는 테러범들이 나타나 기사와 제동수를 살해한 뒤 전화선을 끊고, 승객과 직원들을 인질로 삼아 후미 차량 안에 몰아넣는다. 데인은 위성을 통해 지각 변동을 유발하는 일급 기밀 군 무기 그레이저 원을 개발하던 중에 해고되자 자살을 위장하고 음모를 계획해 왔으며, 국가 안보국(NSA) 첩보 위성이 파괴되어 당국은 데인의 현 위치를 알 수 없다. 전 국방부 동료들을 협박해 그레이저의 동부 지역 코드를 알아낸 데인은 이제 펜타곤 지하의 원자로를 목표해 워싱턴 D.C.를 비롯한 동해안을 파괴할 생각이다.
직접 행동에 나선 케이시의 연락을 받은 베이츠 제독은 고민 끝에 스텔스기 록히드 F-117 나이트호크로 기차를 공격하는 작전을 허가한다. 설상가상으로 기차는 휘발유 80만 갤런을 실은 산적화물 기차와 충돌 예상 침로에 놓여 버린다.

## 출연진
- 스티븐 서갈 - 케이시 라이백 역
- 에릭 버고전 - 트래비스 데인 역
- 에버렛 맥길 - 마커스 펜 역
- 캐서린 하이글 - 세라 라이백 역
- 모리스 체스트넛 - 보비 잭스 역
- 닉 맨쿠소 - 톰 브레이커 CIA 국장 역
- 브렌다 바키 - 린다 길더 역
- 피터 그린 - 용병 1 역
- 패트릭 킬패트릭 - 용병 2 역
- 데일 다이 - 닉 가자 대령 역
- 커트우드 스미스 - 스탠리 쿠퍼 소장 역
- 샌드라 테일러 - 켈리 역
- 조너선 뱅크스 - 스코티 역
- 로이스 D. 애플게이트 - 라이백의 동료 요리사 역
- 앤디 로마노 - 베이츠 제독 역

## 우리말 녹음
KBS 성우진 (1998년 1월 29일)
- 신성호 - 케이시 라이백(스티븐 서갈)
- 설영범 - 트래비스 데인(에릭 버고전)
- 문영래 - 마커스 펜(에버렛 맥길)
- 문선희 - 세라 라이백(캐서린 하이글)
- 김영민 - 보비 잭스(모리스 체스트넛)
- 임종국 - 베이츠 제독(앤디 로마노)
- 이완호 - 스탠리 쿠퍼 소장(커트우드 스미스)
- 유강진 - 톰 브레이커 국장(닉 맨쿠소)
- 온영삼 - 닉 가자 대령(데일 다이)
- 김익태 - 마커스의 부하(패트릭 킬패트릭)
- 이재용 - 마커스의 부하(피터 그린)
- 김일 - 라이백의 동료 요리사(로이스 D. 애플게이트) / 스코티(조너선 뱅크스) / 헬기 조종사(그레그 콜린스)
- 배정미 - 린다 길더(브렌다 바키) / 켈리(샌드라 테일러)